# ماثيو كارتر
.

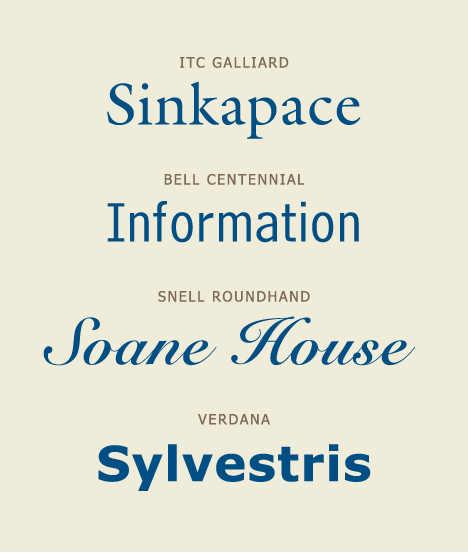
عينات من خطوط ماثيو كارتر

ماثيو كارتر(بالإنجليزية: Matthew Carter) هو مصمم خطوط ولد بلندن، إنجلترا عام 1937. يقيم حالياً بكامبريدج، ماساشوستس بالولايات المتحدة. شهدت حياة كارتر المهنية التحول من الطباعة المعدنية المادية إلى الطباعة الرقمية.

## تعليمه
في سن 19 عاماً، أمضى كارتر عاماً بالدارسة في هولندا حيث تعلم على يد مساعد Jan Van Krimpen's المصمم P.H Raedisch، قام Raedisch بتعليم كارتر أصول التقطيع بمؤسسة Joh. Enschedé لتصميم الخطوط. بحلول عام 1961 كان كارتر قد تمكن من استخدام المهارات التي اكتسبها لكي يقطع نسخته الخاصة من الخط شبه-الثخين Dante.

## حياته المهنية
عاد كارتر في النهاية إلى لندن حيث أصبح مصمماً حراً والمستشار التيبوغرافي لشركة Crosfield Electronics، الموزعون المعتمدون لماكينات Photon phototypesetting.
كما قام كارتر أيضاً بتصميم العديد من الخطوط لصالح Mergenthaler Linotype وبتلك الفترة أبدع كارتر العديد من الخطوط المعروفة جيداً كخط 100-year replacement لصالح شركة Bell Telephone Company.
في عام 1981 أسس ماثيو كارتر ورفيقه Mike Parker شركة Bitstream Inc لتصميم الخطوط الرقمية، التي لا تزال أحد أضخم منتجي الخطوط حالياً. ترك كارتر Bitstream في عام 1991 لكي يؤسس Carter&Cone لتصميم الخطوط مع Cherie Cone. يركز ماثيو كارتر في تصميمه على تحسين قابلية الخطوط للقراءة. يصمم كارتر أيضاً خصيصاً لحواسب أبل ومايكروسوفت فخطي جورجيا (توضيح) وVerdana قد صُمما في الأصل لتعرض على شاشات الحواسيب.
قام كارتر أيضاً بتصميم الخطوط للعديد من المجلات كمجلة زمن، واشنطن بوست، نيويورك تايمز، بوسطن غلوب، Wired ونيوزويك. وهو عضو في Alliance Graphique Internationale (AGI)، وهو ناقد بقسم تصميم الغرافيك بجامعة Yale. كما نال شرف رئاسة ATypl كما كان عضواً رئيسياً سابقاً بمجلس إدارة Society of Typographic Aficionados (SOTA).

## جوائز
فاز ماثيو كارتر العديد من الجوائز تقديراً لمساهماته البارزة في فن الطباعة والتصميم منها honoris causa Doctorate of Humane Letters من معهد الفن ببوسطن، ميدالية AIGA عام 1995 وجائزة (SOTA) للتيبوغرافيا. كما عرضت مجموعة من أعماله بمعرضه "Typographically Speaking, The Art of Matthew Carter," بجامعة ميرلاند بمقاطعة بالتيمور في ديسمبر 2002.
في 2007 قام كارتر بتصميم نسخة أخرى من خط Georgia لاستخدامها في واجهة المستخدم الرسومية Bloomberg Terminal.

## أعماله
تشمل خطوط ماثيو كارتر :
| - Bell Centennial - Bitstream Charter - Big Caslon - Big Figgins - Cascade Script - Charter - Elephant - Fenway - ITC Galliard - Gando - Georgia - Mantinia - Miller | - Monticello - Nina - Olympian - Rocky - Shelley Script - Snell Roundhand - Skia - Sophia - Tahoma - Verdana - Vincent - Wrigley - Meiryo |

مجموعة أخرى من الخطوط التي شارك كارتر في تصميمها :
- Auriol
- New Century Schoolbook
- ITC Souvenir
- Cochin
- هيلفيتيكا

## وصلات خارجية
- MyFonts.com نسخة محفوظة 3 أبريل 2005 على موقع واي باك مشين..
- Georgia و Verdana، خطوط لشاشات الحاسوب.
- بعض أعمال ماثيو كارتر على موقع Monotype Imaging.
- معرض لأعمال كارتر مصحوبة بسيرته الذاتية.